# Église Sainte-Anne-des-Monts
L'église de Sainte-Anne-des-Monts est une église catholique située dans la ville de Sainte-Anne-des-Monts au Québec (Canada). Cette église, la quatrième de cette paroisse, a été conçu en 1919 par l'architecte Thomas Raymond et parachevée après la mort de ce dernier en 1923 par l'architecte Louis-Napoléon Audet. Endommagée par un incendie en 1938, l'église a été reconstruite entre 1939 et 1945 et sa décoration intérieure entièrement modifiée selon les plans de l'architecte Marcel Montreuil. Depuis le 5 septembre 1966, l'église est citée comme monument historique du Québec.

## Histoire

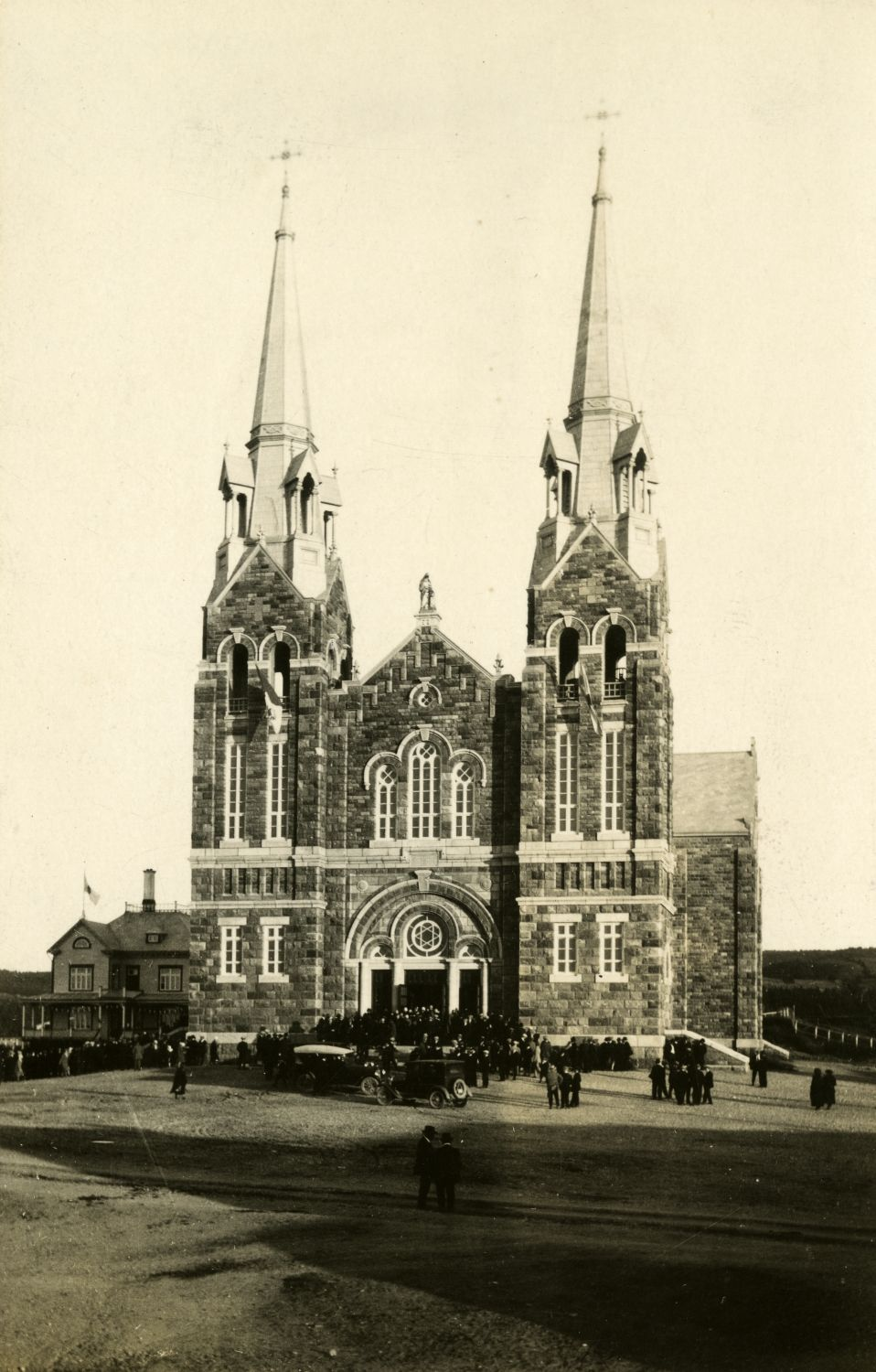
L'église en 1930.

L'église de Sainte-Anne-des-Monts, de rite catholique, est la quatrième de cette paroisse. Elle a été conçue en 1919 selon les plans de l'architecte Thomas Raymond. Après la mort de ce dernier en 1923, c'est l'architecte Louis-Napoléon Audet qui en parachève la construction qui se termine en 1925. L'église est la proie des flammes le 17 avril 1938 et sa décoration intérieure est complètement détruite. La reconstruction débute en 1939 et se termine en 1945 en utilisant les plans de l'architecte Marcel Montreuil qui « conçoit un décor intérieur très différent de celui réalisé dans les années 1920 » selon les plans d'Audet. L'église est citée monument historique le 5 septembre 2006.
À partir de 2010, les dirigeants de la paroisse entreprennent des démarches pour effectuer des rénovations majeures à l'église qui comme de nombreux édifices du patrimoine religieux québécois nécessite des travaux importants d'entretien. Une première phase des travaux obtient l'appui du ministère de la Culture, des Communications et de la Condition féminine du Québec en octobre 2010, le ministère accordant une subvention de 256 000 dollars pour l'exécution de travaux dont le coût total est estimé à 365 000 dollars, la paroisse défrayant la différence. Une deuxième phase de travaux, annoncée en août 2011, dont le coût est évalué à 1 000 000 dollars pourra débuter dès que les dirigeants de la fabrique auront obtenu l'appui de la communauté de Sainte-Anne-des-Monts et recueilli 300 000 dollars, une subvention du Conseil du patrimoine religieux du Québec finançant le solde des travaux.

## Architecture

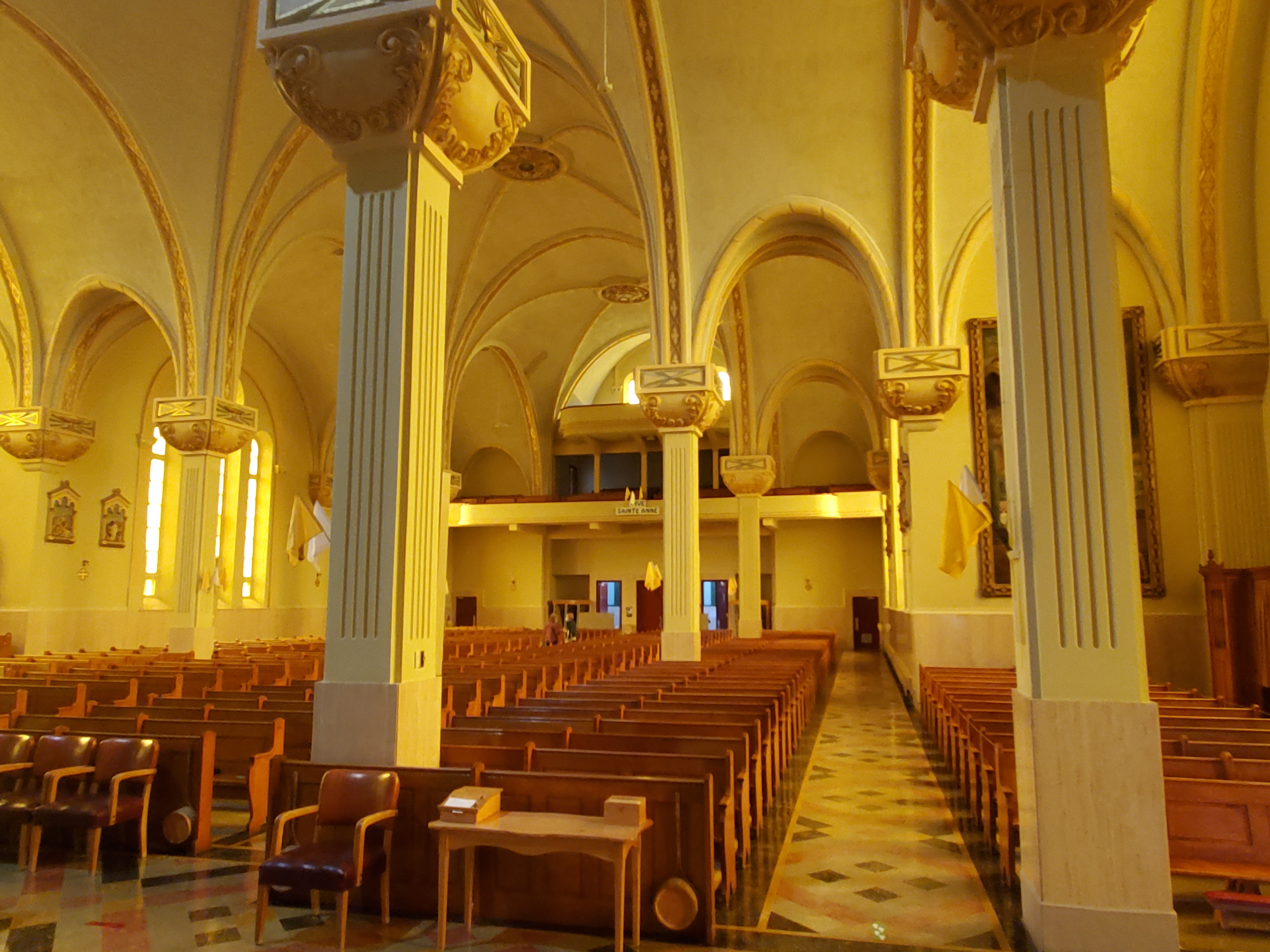
Intérieur de l'église de Sainte-Anne-des-Monts en juillet 2020.

L'église de Sainte-Anne-des-Monts constitue un bon exemple du modèle architecturale utilisé entre 1920 et 1940 dans la construction des édifices religieux québécois. À cette époque on préviligie l'utilisation d'un plan architectural classique en s'inspirant des modèles historiques des bâtiments religieux. Plus dépouillées en termes d'ornementation que les églises du début du XXe siècle, c'est le volume massif des édifices qui est alors mis de l'avant. L'influence du modèle néoroman y est très présent, en particulier au niveau de la présence d'une fenestration cintrée par groupe de trois, d'un portail central encerclé par des colonnes en saillies et la présence d'arcs aveugles sur la façade du bâtiment et son transept.

## Galerie

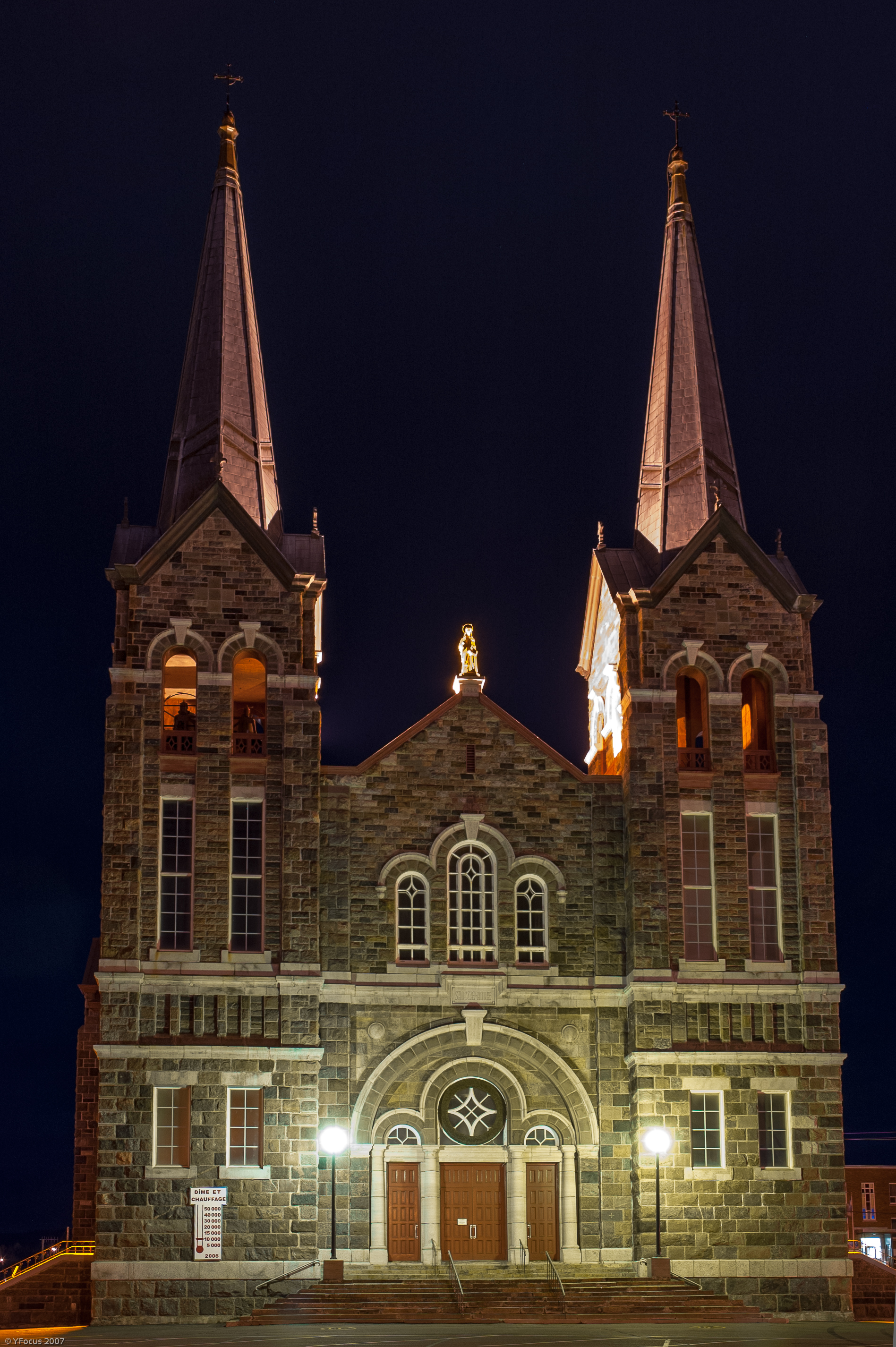
Façade de l'église en mai 2007.
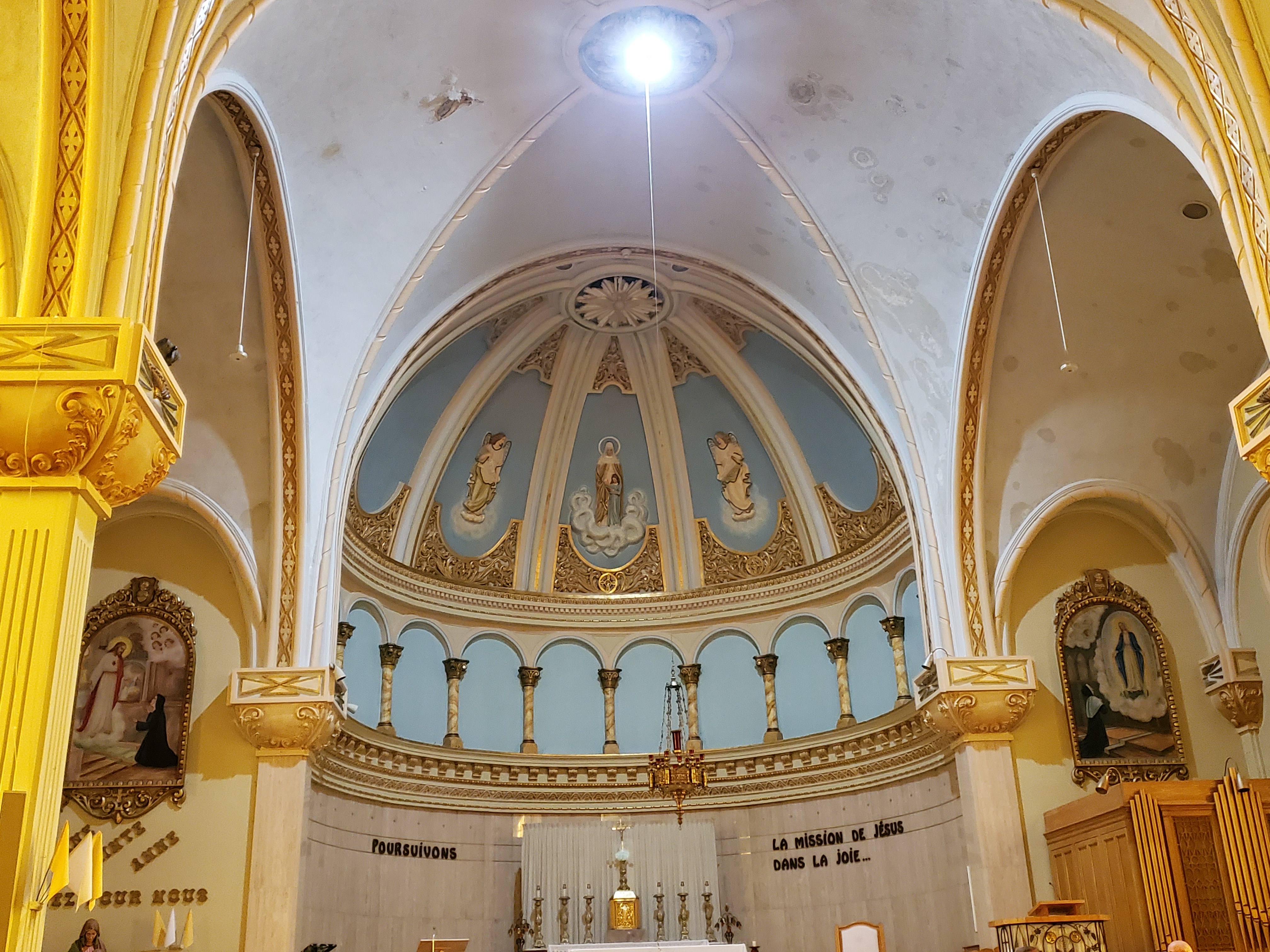
Intérieur de l'église au-dessus de l'autel.
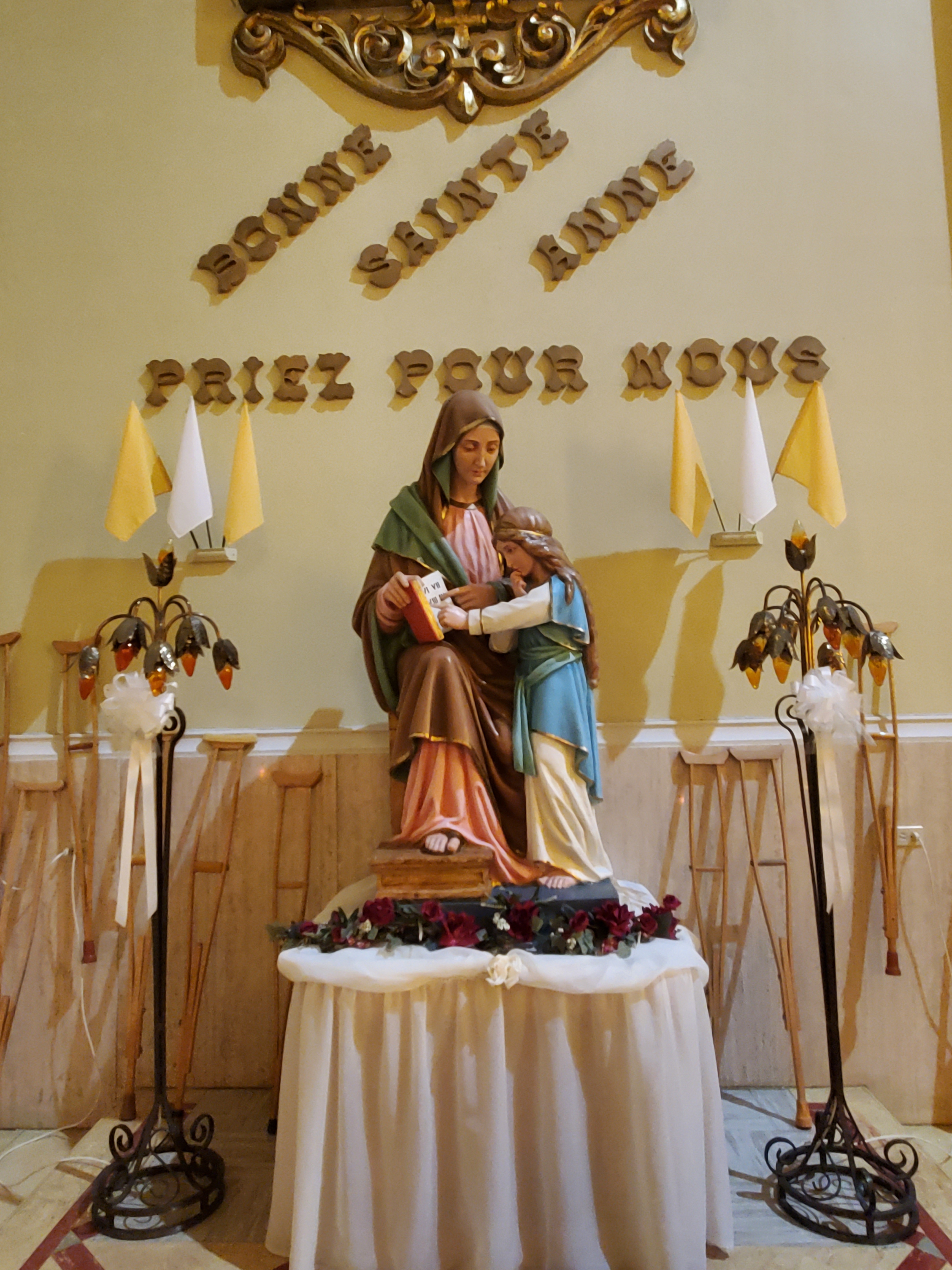
Statue de sainte Anne à l'intérieur de l'église.